# Juan Velasco Damas
Juan Velasco Damas (ur. 17 maja 1977 w Dos Hermanas) – piłkarz hiszpański, grający na pozycji prawego obrońcy.

## Kariera klubowa
Velasco urodził się w Andaluzji, a karierę piłkarską rozpoczął w stolicy tego regionu, Sewilli, w tamtejszym klubie Sevilla FC. Początkowo występował w drużynie B, a w sezonie 1996/1997 włączono go do kadry pierwszego zespołu. 5 marca 1997 zadebiutował w Primera División w przegranym 0:2 wyjazdowym meczu z Rayo Vallecano. Na koniec sezonu spadł z Sevillą do Segunda División i przez dwa lata występował z tą drużyną w drugiej lidze grając w pierwszym składzie. W sezonie 1998/1999 awansował z nią po barażach do pierwszej ligi.
Po awansie Velasco przeszedł do Celty Vigo. Swój pierwszy mecz w jej barwach rozegrał 22 sierpnia 1999, a Celta przegrała 0:1 z Realem Oviedo. Od czasu transferu do galicyjskiego klubu był jego podstawowym zawodnikiem, a w 2000 roku zajął z nim 7. miejsce w La Liga. Z roku na rok Celta zajmowała w Primera División o jedno oczko wyższe pozycje i w 2003 roku dzięki 4. lokacie wystąpiła w eliminacjach do Ligi Mistrzów. Przygodę z tymi rozgrywkami zakończyła na fazie grupowej. W lidze też nie osiągnęła sukcesu, była przedostatnia, a Juan przeżył drugą w karierze degradację na zaplecze pierwszej ligi.
Latem 2004 roku Velasco został piłkarzem Atlético Madryt. W jego barwach zadebiutował 19 września w spotkaniu z FC Barcelona, zremisowanym przez "Los Colochoneros" 1:1. W Atlético często występował w pierwszym składzie, ale madrycki zespół zajmował miejsca w środku tabeli: w 2005 roku - 11., a w 2006 - 10. W sezonie 2006/2007 Velasco występował w Espanyolu Barcelona (debiut: 17 września 2006 w wygranym 2:1 meczu z Celtą) i dotarł z nim do finału Pucharu UEFA, który zdobył zespół Sevilli po zwycięstwie w serii rzutów karnych.
Przez rundę jesienną sezonu 2007/2008 Velasco pozostawał bez klubu, a 18 lutego 2008 podpisał trzymiesięczny kontrakt z angielskim Norwich City, występującym w Football League Championship. Następnie, po opuszczeniu tego zespołu, trafił do Panthrakikosu, a w 2010 roku przeszedł do AE Larisa. W 2011 roku zakończył karierę.
| Sezon     | Klub            | Kraj      | Rozgrywki                    | Mecze | Bramki |
| --------- | --------------- | --------- | ---------------------------- | ----- | ------ |
| 1996/97   | Sevilla FC      | Hiszpania | Primera División             | 13    | 0      |
| 1997/98   | Sevilla FC      | Hiszpania | Segunda División             | 34    | 2      |
| 1998/99   | Sevilla FC      | Hiszpania | Segunda División             | 34    | 2      |
| 1999/00   | Celta Vigo      | Hiszpania | Primera División             | 29    | 1      |
| 2000/01   | Celta Vigo      | Hiszpania | Primera División             | 33    | 0      |
| 2001/02   | Celta Vigo      | Hiszpania | Primera División             | 16    | 0      |
| 2002/03   | Celta Vigo      | Hiszpania | Primera División             | 31    | 0      |
| 2003/04   | Celta Vigo      | Hiszpania | Primera División             | 25    | 0      |
| 2004/05   | Atlético Madryt | Hiszpania | Primera División             | 21    | 0      |
| 2005/06   | Atlético Madryt | Hiszpania | Primera División             | 25    | 0      |
| 2006/07   | RCD Espanyol    | Hiszpania | Primera División             | 20    | 0      |
| 2007/08   | Norwich City    | Anglia    | Football League Championship | 3     | 0      |
| 2008/2009 | Panthrakikos    | Grecja    | Super League Ellada          | 21    | 0      |
| 2009/2010 | Panthrakikos    | Grecja    | Super League Ellada          | 4     | 0      |
| 2009/2010 | AE Larisa       | Grecja    | Super League Ellada          | 13    | 0      |
| 2010/2011 | AE Larisa       | Grecja    | Super League Ellada          | 14    | 0      |

## Kariera reprezentacyjna
W reprezentacji Hiszpanii Velasco zadebiutował 26 listopada 2000 roku w wygranym 3:0 towarzyskim spotkaniu z Polską. W tym samym roku został powołany przez José Antonio Camacho do kadry na Euro 2000. Tam był rezerwowym dla Míchela Salgado i nie zagrał w żadnym spotkaniu. W kadrze narodowej wystąpił łącznie w 5 spotkaniach (ostatni raz także w 2000 roku w przegranym 1:4 sparingu z Niemcami).